# Aaron Tshibola
Aaron Tshibola (* 2. Januar 1995 in London) ist ein englisch-kongolesischer Fußballspieler, der aktuell bei PAS Lamia unter Vertrag stand.

## Vereine

### FC Reading und Hartlepool United
Der aus der eigenen Jugendakademie stammende Aaron Tshibola debütierte am 23. August 2014 für den FC Reading bei einer 0:4-Niederlage bei Nottingham Forest in der Football League Championship 2014/15. Am 2. Januar 2015 verlieh ihn sein Verein zunächst für einen Monat an den Viertligisten Hartlepool United. Nach überzeugenden Leistungen wurde das Leihgeschäft bis zum Ende der Football League Two 2014/15 ausgeweitet.
Im Verlauf der Football League Championship 2015/16 absolvierte Tshibola zwölf Ligapartien für den FC Reading, der die Saison als Tabellensiebzehnter abschloss.

### Aston Villa
Am 10. Juli 2016 verpflichtete der Premier-League-Absteiger Aston Villa den 21-Jährigen und stattete ihn mit einem Vierjahresvertrag aus. Ende Januar 2017 wechselte Tshibola für den Rest der Spielzeit auf Leihbasis zum Ligakonkurrenten Nottingham Forest. In der neuen Saison erfolgte eine erneute Ausleihe an Milton Keynes Dons. Dieser Verein spielte zu diesem Zeitpunkt in der Football League One, der dritthöchsten Liga Englands.
Bereits nach drei Monaten wurde diese Ausleihe auf Wunsch von Milton Keynes Dons beendet. Am 7. Oktober 2018 hatte der Verein gegen Bradford City zu Hause 1:4 verloren. Die Vereinsführung sah die alleinige Schuld für diese Niederlage bei Tshibola. In den drei folgenden Spielen wurde er nicht eingesetzt. Nachdem er dann wieder in einem Spiel auf dem Platz gestanden hatte, wurde die Aufhebung der Ausleihe Ende Oktober vereinbart.
Nachfolgend stand er bei Aston Villa bis Januar 2018 nicht im Kader. Dann verließ Tshibola Asto Villa erneut im Rahmen einer Ausleihe, diesmal zum schottischen Club FC Kilmarnock, der zu diesem Zeitpunkt in der Scottish Premiership, der höchsten schottischen Liga spielt. Diese Ausleihe endet mit der Saison 2018/19.

### Waasland-Beveren und Desportivo Aves
In der neuen Saison war Aston Villa wieder in die Premier League, der höchsten englischen Liga, aufgestiegen. In den ersten fünf Spielen der Saison stand Tshibola nicht im Kader. Ende August wurde ein Wechsel zum belgischen Erstdivisionär Waasland-Beveren vereinbart. Tshibola unterschrieb dort einen Vertrag über drei Jahre. Insgesamt bestritt Tshibola acht Ligaspiele für Waasland-Beveren. Allerdings plante der Verein ab dem Jahreswechsel 2019/20 ohne ihn, so dass sich Waasland-Beveren und der Verein Ende Januar 2020 auf eine Vertragsaufhebung einigten. Tshibola unterschrieb anschließend einen Vertrag beim portugiesischen Verein Desportivo Aves mit einer Laufzeit bis Sommer 2021. Aus seinem Vertrag ging er im Juli 2020 vorzeitig heraus.

### Viele internationale Wechsel
Im Anschluss unterschrieb er bei seinem Exverein FC Kilmarnock in der Scottish Premiership. Hier war er in großen Teilen der Saison 2020/21 gesetzt und spielte wettbewerbsübergreifend 35 Mal, wobei er drei Tore schoss und zwei Treffer vorlegte. Mit dem Verein stieg er allerdings nach dem fünften Platz in der Abstiegsrunde und der verlorenen Relegation gegen den FC Dundee in die Scottish Championship ab.
Tshibola jedoch verließ den Verein und wechselte in die türkische zweite Liga zu Gençlerbirliği Ankara. Auch hier war er größtenteils Stammspieler und stand in 27 von 38 Ligapartien meist in der Startelf und konnte dabei zweimal treffen.
Dennoch wechselte er im August 2022 nach Zypern zum Erstligisten AEL Limassol. Hier lief er in der Spielzeit 2022/23 in Haupt- und Abstiegsrunde 21 Mal auf und konnte mit zwei Toren und einer Vorlage zum Klassenerhalt beisteuern. Im Pokal wurde er fünfmal eingesetzt und scheiterte mit seinem Team erst im Finale an Omonia Nikosia.
Nach einer Saison in Zypern wechselte er in die UAE Pro League zum Hatta Club. Hier wurde er 18 Mal eingesetzt und stieg am Ende der Saison 2023/24 als Tabellenletzter ab und trennte sich vom Verein.
Im Januar 2025 unterschrieb er schließlich in Griechenland beim Erstligisten PAS Lamia.

## Nationalmannschaft
Tshibola besitzt neben der englischen Staatsbürgerschaft auch die der Demokratischen Republik Kongo. Er entschied sich, nach einem U18-Länderspiel Englands, für die kongolesische A-Nationalmannschaft anzutreten. Sein erstes Länderspiel absolvierte er am 27. März 2018 bei einem Freundschaftsspiel gegen Tansania. Nach fast fünf Jahren wurde er im März 2023 wieder in den Nationalmannschaftskader berufen und spielte in der Afrika-Cup-Qualifikation. Dort schoss er am 18. Juni 2023 gegen Gabun auch sein erstes Länderspieltor, als man 2:0 gewann. Anschließend stand er auch im Kader für den Afrika-Cup 2024, bei dem sein Heimatland Vierter wurde und Tshibola in sechs von sieben Spielen zum Einsatz kam.